# Weltweisheit

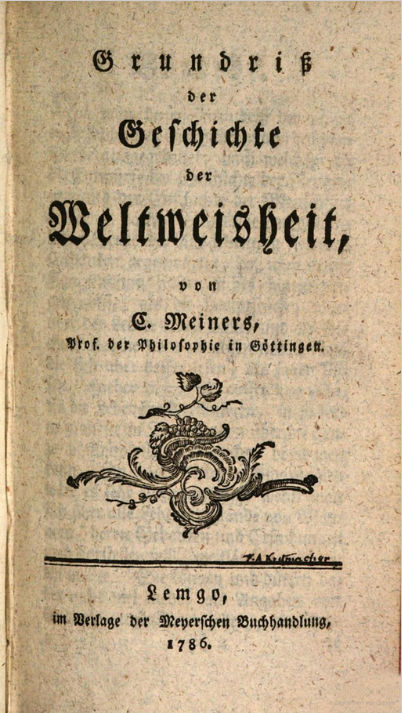
Titelseite eines philosophiehistorischen Werks der Aufklärung von Christoph Meiners, das ‚Philosophie‘ affirmativ durch ‚Weltweisheit‘ ersetzt.

Weltweisheit (mhd. werltwîsheit) ist eine seit dem Mittelalter belegte, spezifisch deutsche Übersetzung für ‚Philosophie‘ aus dem Griechischen (φιλοσοφία) bzw. Lateinischen (philosophia). Philosophen bzw. Wissenschaftler wurden entsprechend als ‚Weltweise‘ bezeichnet. Angelehnt an eine  Formulierung im 1. Korintherbrief (gr. σοφία τοῦ κόσμου τούτου bzw. lat. sapientia mundi) war die Bedeutung des deutschen Wortes ursprünglich eine abwertende. Mit ihr wurde eine Abgrenzung der Theologie von der Philosophie betont, da diese sich allein mit weltlichen Fragen beschäftige. Mittels der Weltweisheit bzw. der Philosophie könne daher die Wahrheit der ewig göttlichen Lehre nicht in Frage gestellt werden. Im Zuge der Aufklärungsbewegung in Deutschland wurde auf die Übersetzung jedoch bewusst auch positiv Bezug genommen und ein Begriff der Weltweisheit ausgebildet, mit dem ein gesteigerter Kompetenzanspruch der Philosophie gegenüber der Theologie hervorgehoben wurde. Aufgrund seiner ursprünglichen Verwendung hat er seinen pejorativen Charakter allerdings nie gänzlich abgelegt und konnte sich letztlich nicht durchsetzen.

## Begriffsgeschichte

### Antike und Mittelalter
Die Übersetzung von Philosophie mit ‚Weltweisheit‘ geht auf eine Formulierung des Apostels Paulus im 1. Korintherbrief zurück, in der er in einer rhetorischen Frage die griechische Philosophie als unchristliche Verirrung ausweist:

„Hat nicht Gott die Weltweisheit (σοφία τοῦ κόσμου τούτου) als Torheit kundgemacht?“

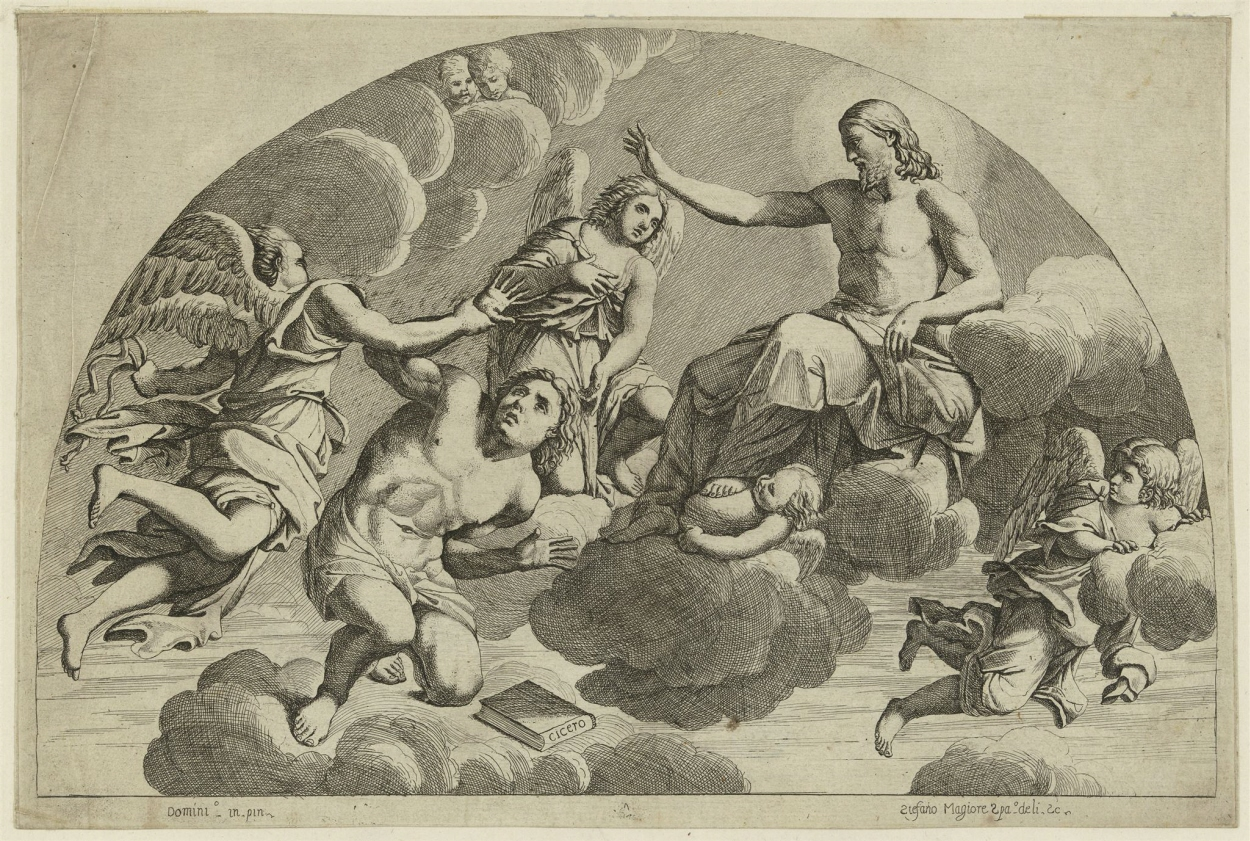
Der Traum von Hieronymus, der von zwei Engeln geprügelt wird, weil er sich zu sehr um die Weltweisheit bemüht hat. Unten das Buch von Cicero. Christus weist die Weltweisheit von sich.

Spätere lateinische Übertragungen dieser Formulierung sind dann ‚sapientia mundi‘, ‚sapientia saecularis‘, ‚sapientia humana‘, ‚sapientia falsa‘ oder auch in Anlehnung an Jak. 3.15 ‚philosophia terrena‘. Mit ihnen wird gleichfalls eine Abwertung der Philosophie gegenüber der christlichen Theologie (sapientia divina) vorgenommen, die sich ursprünglich gegen stoische, epikureische und neuplatonische Schulen richtete, durch die ein gottloser Glauben befördert werde. Die Philosophie der griechischen Bildungstradition bzw. die Weltweisheit geriet damit immer stärker in Verruf und wurde von den Kirchenvätern sogar als eine Versuchung verstanden, der ein guter Christ zu widerstehen habe. So beschreibt beispielsweise Hieronymus seine Abwendung von der Weltweisheit als eine Art psychische Nekrose. Denn er selbst habe sich einst intensiv mit den Schriften des stoischen Autors und Politikers Cicero befasst. Doch in einem ihn tief erschütternden Fiebertraum sei er deswegen von Gott beschuldigt worden, kein wahrhafter Christ mehr, sondern Ciceronianer zu sein (Ciceronianus es, non Christianus). Um die Gnade Gottes wieder zu erlangen, legte er daraufhin das Gelübde ab, den weltlichen Büchern (saeculares codices) abzusagen, was ihm jedoch schwer fiel und ihn immer wieder in Gewissensnot brachte. Auch Papst Gregor der Große erklärte jede Weltweisheit, die im Widerspruch zur Offenbarung stand, als menschliche Eitelkeit. Er forderte aufgrund der großen Verführung des ciceronischen Stils, junge Menschen von der Bibellektüre abzuhalten, sogar die Vernichtung der Werke des heidnischen Autors.
Diese abwertende Konnotierung der dann auch ins Deutsche übertragenen Formulierung blieb für das Verhältnis von Wissen und Glauben bzw. Philosophie und Theologie im gesamten Mittelalter prägend. So spottete etwa auch noch Martin Luther mit dezidierten Rekurs auf den 1. Korintherbrief über die „wellt-weyszen“, die für die Gotteslehre blind und deswegen Narren seien. Dennoch gab es auch weiterhin eine Tradition der intensiven Beschäftigung mit griechischer Philosophie, insbesondere mit platonischen Schriften, Übersetzungen und Kommentaren. Mit dem Einfluss arabischer und jüdischer Philosophen auf das christliche Mittelalter, durch den auch eine verstärkte Auseinandersetzung mit den Schriften Aristoteles’ einsetzte, wurde die Stellung der Weltweisheit weiter gefördert. In der Hochscholastik galt sie dann als eine Art Hilfswissenschaft der Theologie, was in dem Ausspruch von der „Philosophie als einer Magd der Theologie“ (Philosophia ancilla theologiae) zum Ausdruck kommt. Wenngleich dadurch die Vorrangstellung der Theologie nicht in Frage gestellt wurde, so hielt z. B. Thomas von Aquin der Weltweisheit doch zugute, dass sie hinsichtlich weltlicher Fragen auch den Christen durchaus nützlich sein könne.

### Aufklärung und Romantik
In einem affirmativen Sinne benutzte im 16. Jahrhundert erstmals der Schweizer Arzt und Laientheologe Paracelsus die deutsche Übersetzung ‚Weltweisheit‘ im Sinne von ‚Philosophie‘. In der durch die Erfolge der neuzeitlichen Wissenschaften im 17. Jahrhundert forcierten Diskussion zum Verhältnis von Glaube und Vernunft wurde dann immer häufiger die Weltweisheit gleichberechtigt neben die Gottesgelehrtheit gestellt. In Frage stand nun vielmehr, ob ihre Erkenntnisse als vereinbar oder als je eigene Wahrheiten zu betrachten seien. So schlägt beispielsweise der englische Philosoph Thomas Hobbes eine strikte Trennung philosophischer und theologischer Wahrheit vor, während der deutsche Philosoph Gottfried Wilhelm Leibniz an ihrer Vereinbarkeit als auch an der Unterstützungsfunktion der Philosophie für die Theologie festhält:

„Ich mache den Anfang von der vorläufigen Frage, […] wie weit die Weltweißheit bey der Gottesgelehrtheit zu gebrauchen [ist]. Zum voraus setze ich, daß zwo wahrheiten einander nicht wiedersprechen können, […].“

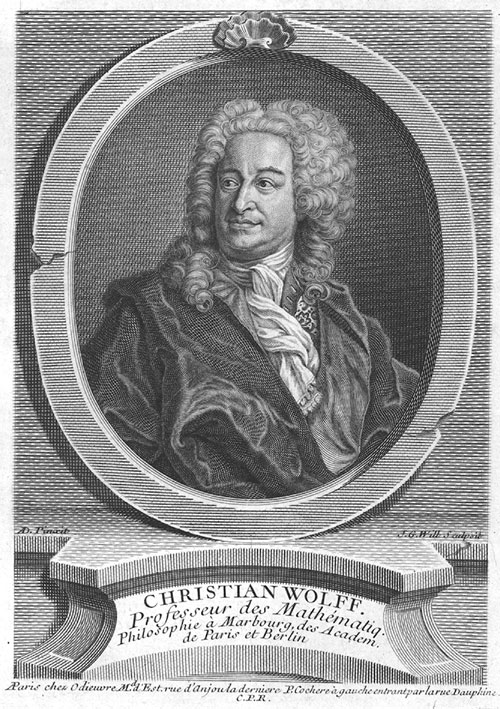
Christian Freiherr von Wolff

Bei Christian Wolff hingegen findet sich zeitgleich im Kontrast dazu ein äußerst selbstbewusster Gebrauch von ‚Weltweisheit‘ als der „Wissenschafft aller möglichen Dinge, wie und warum sie möglich sind“ in seiner sogenannten Deutschen Logik. Von konservativer Seite erfuhr diese Bestimmung heftige Kritik, weil sie explizit die Theologie der Weltweisheit sogar unterordnete, was eine intensive Debatte über den Begriff der Weltweisheit entfachte. In dessen Verlauf setzte sich im 18. Jahrhundert in Deutschland allmählich ein ausgesprochen positiver Sinn von ‚Weltweisheit‘ durch, teilweise im Sinne von ‚Popularphilosophie‘ oder ‚Weltklugheit‘. Die spezifisch deutsche Konnotierung ‚Weltweisheit‘ zeichnete sich dabei durch die Zurückweisung einer „doppelten Buchhaltung“ der Wahrheit aus. So lehnte etwa Georg Friedrich Meier die Entgegensetzung von weltlicher und göttlicher Wahrheit als „lächerlich“ ab und verteidigte vehement Wolffs Position. Zeitweilig wurden im Zuge dieser Debatte in Deutschland sogar Lehrstühle und Promotionsurkunden mit dem deutschen statt des griechischen Wortes versehen.
Zustimmend wird die Übersetzung auch in der Philosophie des Deutschen Idealismus aufgenommen und erfährt – oftmals aus spinozistischer Perspektive – eine pansophistische Bedeutung. Immanuel Kant verwendet sie als Oberbegriff zu seiner Transzendentalphilosophie, die „eine Weltweisheit der reinen, blos speculativen Vernunft“ sei. Die paulinische Auffassung der Weltweisheit wird offensiv abgelehnt. So bemerkt etwa Johann Wolfgang von Goethe im Eingang zu seinen Maximen und Reflexionen, dass es „nicht der Mühe wert [wäre], siebzig Jahr alt zu werden, wenn alle Weisheit der Welt Torheit wäre vor Gott.“
Allerdings wurde aufgrund des ursprünglich pejorativen bis polemischen Charakters von ‚Weltweisheit‘ und der mit ihm verbundenen Kritik schon früh gefordert, auf die deutsche Formulierung besser ganz zu verzichten und stattdessen das Fremdwort ‚Philosophie‘ zu gebrauchen, um damit der neuzeitlichen Aufwertung der Wissenschaft Rechnung zu tragen. Tatsächlich konnte sich die Übersetzung letztlich nicht durchsetzen. Das geht bereits aus einer Bemerkung von Georg Wilhelm Friedrich Hegel hervor, wenn er auf die Übersetzung zwar einerseits zustimmend rekurriert, allerdings bereits in der Vergangenheitsform:

„Mit Recht ist die Produktion des Denkens und bestimmter die Philosophie Weltweisheit genannt worden, denn das Denken vergegenwärtigt die Wahrheit des Geistes, führt ihn in die Welt ein und befreit ihn so in seiner Wirklichkeit und an ihm selbst.“

Im Laufe des 19. und 20. Jahrhundert wurde der Begriff immer weniger verwendet und das Fremdwort ‚Philosophie‘ setzte sich im deutschen Sprachraum endgültig durch. Heute wird die deutsche Übersetzung ‚Weltweisheit‘ so gut wie nicht mehr verwendet. Es kommt ihr nur noch eine begriffshistorische Bedeutung zu.